# The Old State of Maine (wiersz Clary A. Merrill)
The Old State of Maine – wiersz Clary A. Merrill, opublikowany w tomiku Poems, wydanym w 1915. Utwór został napisany strofą ośmiowersową. Składa się z czterech paralelnych zwrotek. Strofy rymują się ababccdd. Trzy z nich kończą się frazą Oh take me back home to my Old State of Maine!, a ostatnia wersem To the dear Pine Tree State,— the Old State of Maine. Poetka oprócz rymu stosuje aliterację: breezes blow briskly, Swiftly steals.
Sail on gallant bark, bearing onward your freight,
Ye breezes blow briskly! her sails to inflate, —
See how her staunch prow the green billows will break,
And the path of white foam that she leaves in her wake!
Speed onward, ye courses of iron! — Swiftly steals
Away the bright rails as they fly 'neath your wheels.
Bear me onward, fleet charger, nor yet me detain,
Oh take me back home to my Old State of Maine !